# Nissan President
La Nissan President è un'autovettura di lusso prodotta dalla casa automobilistica giapponese Nissan Motor dal 1965 al 2010 in quattro generazioni. Fu destinata esclusivamente al mercato asiatico. È stata il modello di punta del gruppo per lungo tempo. Il suo principale concorrente era la Toyota Century. Era disponibile solo con carrozzeria berlina quattro porte. 
Era a trazione posteriore e motore anteriore. La produzione della President è terminata nel 2010 insieme a quella della Nissan Cima. Mentre una nuova generazione della Cima è apparsa nel 2012, la President non è stata più rilanciata sul mercato con una nuova serie, rendendo quindi la Cima il modello top di gamma di Nissan.

## La prima serie (150): 1965-1973

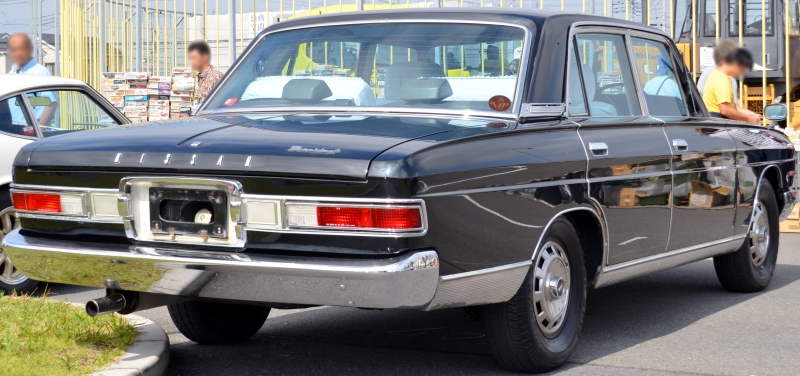
Il retro di una Nissan President prima serie

La prima generazione della Nissan President fu lanciata sui mercati nel 1965 come successore della Nissan Cedric Special. Il cambio era manuale a tre rapporti o automatico a tre marce. La motorizzazione offerta era composta da un propulsore a sei cilindri in linea da 3 L di cilindrata e 130 CV di potenza e da un motore V8 da 4 L e 192 CV. Quest'ultima versione di motorizzazione era montata sull'auto ufficiale di rappresentanza del primo ministro giapponese Eisaku Satō.  

## La seconda serie (250): 1973-1990

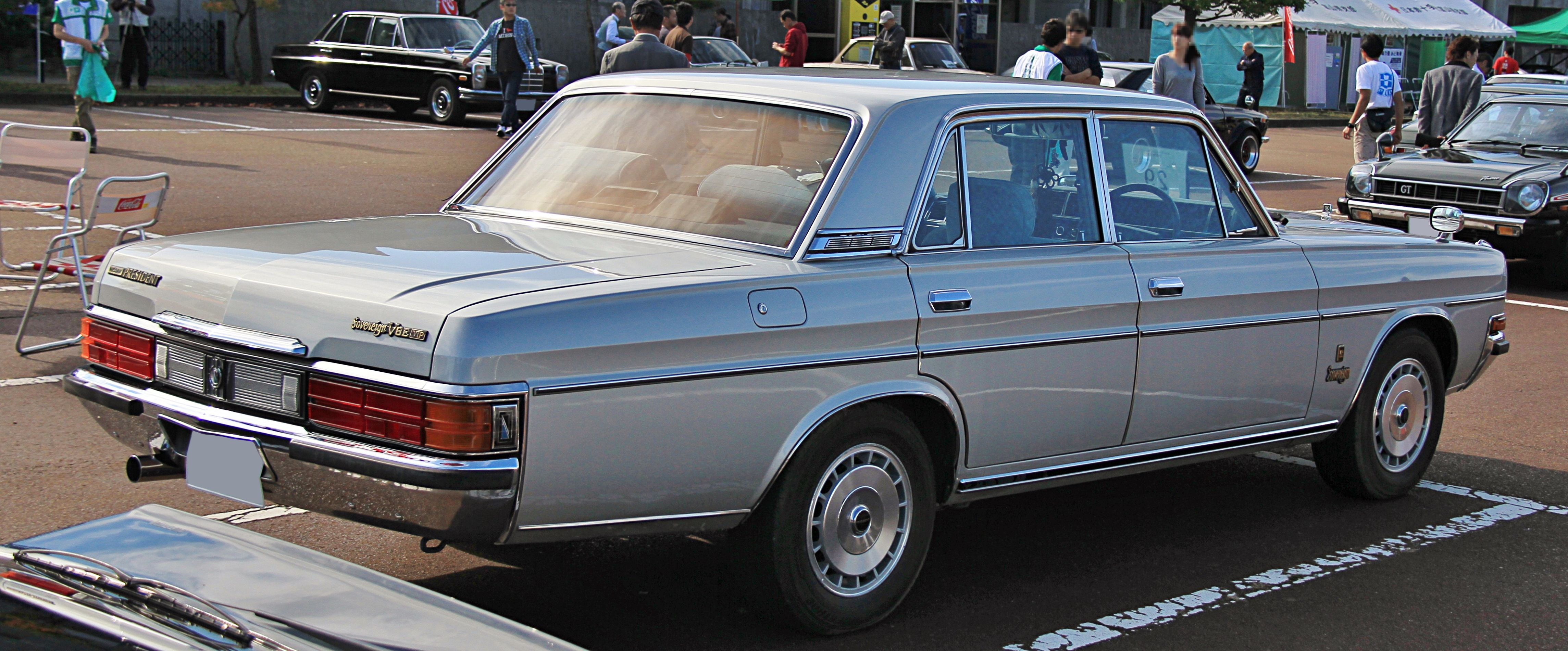
Il retro di una Nissan President seconda serie

La seconda generazione della Nissan President fu lanciata sui mercati nel 1973. Fu oggetto di un restyling nel 1982. Il cambio era manuale a tre rapporti o automatico a tre marce. La motorizzazione offerta era composta da un propulsore a sei cilindri in linea da 3 L di cilindrata e 130 CV di potenza e da un motore V8 da 4,4 L e 197 CV. 

## La terza serie (HG50): 1990-2002

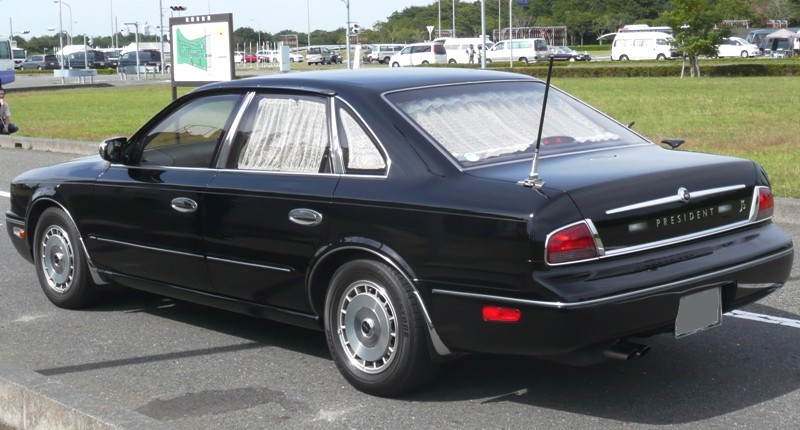
Il retro di una Nissan President terza serie

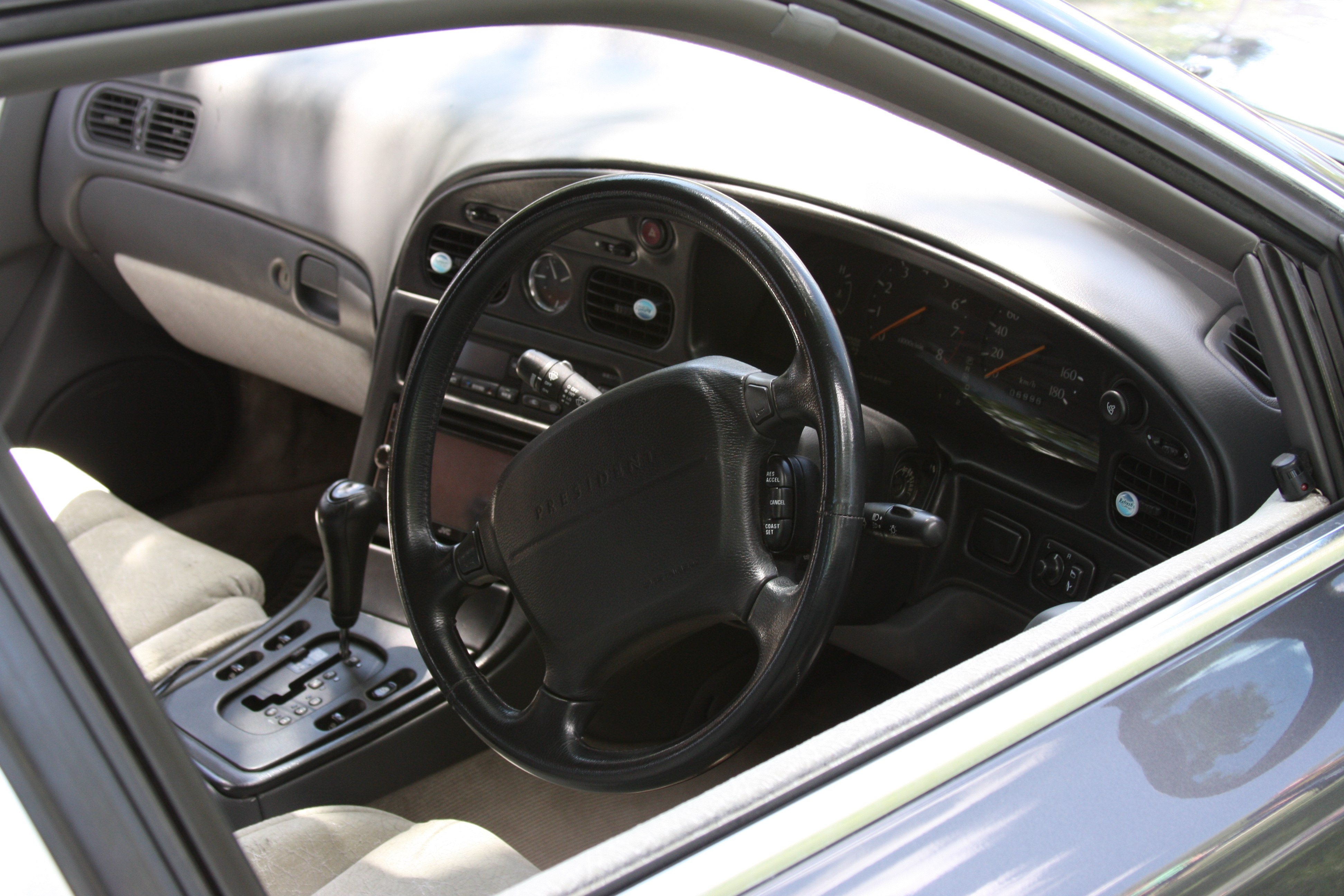
Gli interni di una Nissan President terza serie

La terza serie della President debuttò al Tokyo Motor Show alla fine del 1989 venendo messa in vendita l'anno successivo. La motorizzazione offerta era composta da un propulsore V8 da 4,5 L di cilindrata e 276 CV di potenza. La trazione integrale era disponibile su richiesta. Vennero introdotte anche sospensioni attive idrauliche computerizzate. Il cambio era automatico a quattro marce.
Questa generazione di President derivava dall'Infiniti Q45 offerta principalmente negli Stati Uniti anche se la President aveva un passo più lungo e un avantreno e un retrotreno modificati. Nel 1993, una versione più corta del Presidente apparve in Giappone con il nome di Presidente JS, che era in gran parte simile all'Infiniti Q45. Autech Japan, il reparto veicoli speciali di Nissan, offriva anche una versione più lunga di 50 cm della President standard, che venne chiamata "Royal Limousine" e che aveva una partizione opzionale tra i sedili anteriori e posteriori.
A partire dal 1993, la President (a pagamento) è stata la prima vettura al mondo ad avere un airbag per l'occupante posteriore sinistro (in Giappone si guida a sinistra). Il 1994 ha visto un piccolo restyling e la reintroduzione del livello di allestimento Sovereign che esisteva per la President 250. Allo stesso tempo, apparve la seconda generazione di Infiniti Q45, che non aveva nulla in comune con la President, ma che era basata sulla contemporanea Nissan Cima.

## La quarta serie (PGF50): 2003-2010

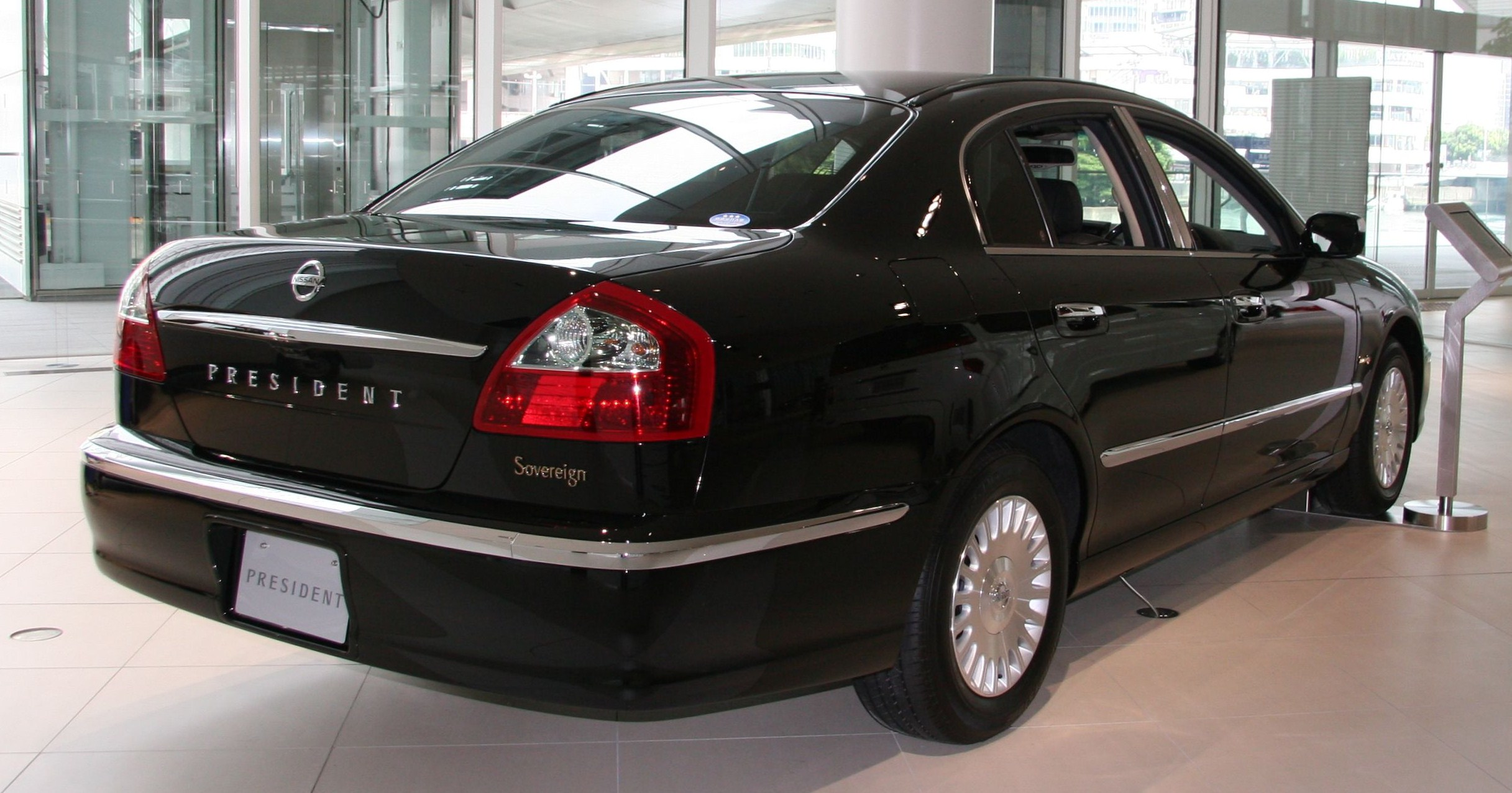
Il retro di una Nissan President quarta serie

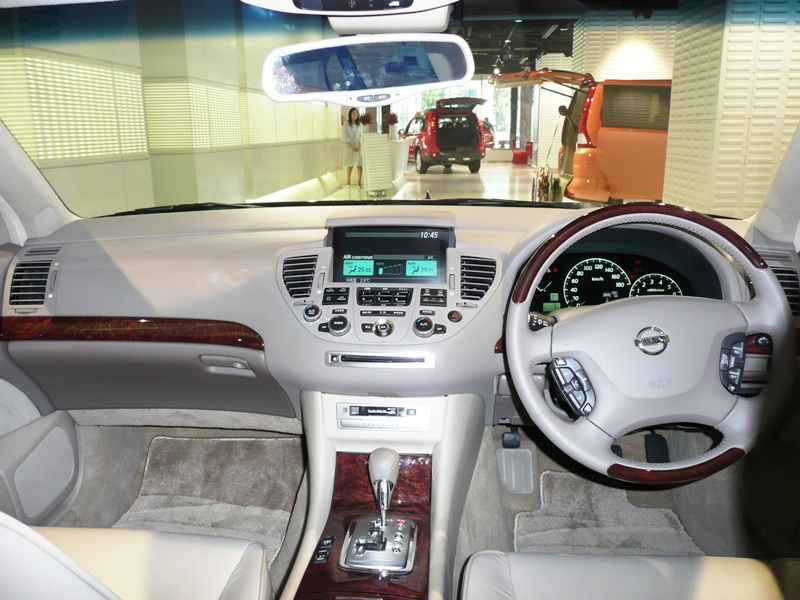
Gli interni di una Nissan President quarta serie

Nel 2003 apparve sui mercati la quarta e ultima serie di Nissan President, che era imparentata con la Nissan Cima introdotta nel 2001 e che condivide con essa il nuovo propulsore V8 da 4,5 L di cilindrata e 340 CV di potenza. Il cambio era automatico a cinque marce. La quarta serie di President era disponibile solo nel livello di allestimento Sovereign a cinque oppure a quattro posti.
La versione a quattro posti posti era notevolmente più costosa ed era particolarmente accessoriata, visto che era dotata di impianto stereo Bose, di vari comandi posizionati sul bracciolo centrale posteriore, della regolazione elettrica del sedile del passeggero anteriore (a sinistra in Giappone) e di selleria in pelle.